# Miralem Zjajo
Miralem Zjajo (Jajce, 7. studenoga 1960.), bivši je bosanskohercegovački nogometaš. Poznat po "slučaju Zjajo" zbog problema s registracijom.

## Klupska karijera
Miralem Zjajo rođen je u Jajcu, a nogometnu karijeru počeo je u lokalnom ligašu Elektrobosni. 
Karijeru je nastavio u Iskri iz Bugojna, ondašnjem drugoligašu. Godine 1985. godine krenula je "slučaj Zjajo". Potpisao je ugovor sa zagrebačkim Dinamom s kojim je već odigrao nekoliko prijateljskih utakmica. Njegov klub Iskra osporio je taj ugovor žalivši se Nogometnom savezu Jugoslavije i ugovor je proglašen nevažećim. Nakon toga nastavio je igrati u Iskri. Potom ga je beogradski Partizan htio dovesti, ali suparnik Crvena zvezda ga je dovela u svoje redove. Premda je i tu Iskra osporavala dolazak, Zjajo je ne samo boravio nego i odigrao službene utakmice za Zvezdu. Odigrao je utakmice za Zvezdu u Kupu pobjednika kupova 1985./86. Afera se stvorila kad je zaigrao protiv Vojvodine (3:1 za Zvezdu). Iskra je opet tužila se NSJ-u kako je Zjajo još uvijek njihov igrač. Vojvodina se također uključila tvrdeći da Zjajo nije smio zaigrati u toj utakmici. Članak 79. Pravilnika NSJ davao je Vojvodini pravo dobiti utakmicu 3:0 za zelenim stolom, jer Iskra Zjaju nije pustila te mu je time zamrznuta registracija za Crvenu zvezdu. Zvezda je prošla nesankcionirano. Budući da je već zaigrao u europskim kupovima protiv Aaraua i Švicarci su objavili da se namjeravaju žaliti, te je nakon njihove žalbe afera postala međunarodna. UEFA je zatražila objašnjenje od NSJ i sve je moglo završiti sankcijama za Crvenu zvezdu. Zbog toga je NSJ odlučio da je Zjajo Iskrin igrač, jer se nije moglo poreći njegov ugovor s Iskrom. No, odlučeno je da su utakmice koje je odigrao za Zvezdu regularne i da Zvezda neće pretrpiti nikakve sankcije što ga je uvrstila u sastav. Sve je završilo njegovim vraćanjem u Iskri. Ovaj je slučaj ostao poznat po tome što je jedini primjer da je neispravno registrirani igrač zaigrao na utakmici domaćeg prvenstva i europskih kupova, a da su rezultati ostali valjani. Ovakvo rješavanje slučaja izazvalo je veliko nezadovoljstvo navijača hrvatskih klubova, zbog ishoda sličnih slučaja, poput "slučaja Tomić" iz 1979. godine kad je, premda je vukao dva žuta kartona dobivena još u prizrenskoj Liriji te je morao pauzirati, zaigrao za Rijeku protiv Dinama i Rijeka je pobijedila 2:1 a Dinamo je ostao bez naslova prvaka, ili "slučaja Petrov" iz 1981. godine, Teteksovog igrača koji je zaigrao za splitski Hajduk protiv Veleža bez valjane dokumentacije. Hajduk je izgubio za zelenim stolom, a Petrov je bio suspendiran do kraja sezone.
Sezonu 1986./87. proveo je u SAD igrajući pod imenom Mickey Zyayo za Chicago Sting u malonogometnoj ligi MISL.
Poslije se vratio u Europu. Igrao je u Francuskoj i Švicarskoj.